# Sternwarte Neanderhöhe Hochdahl

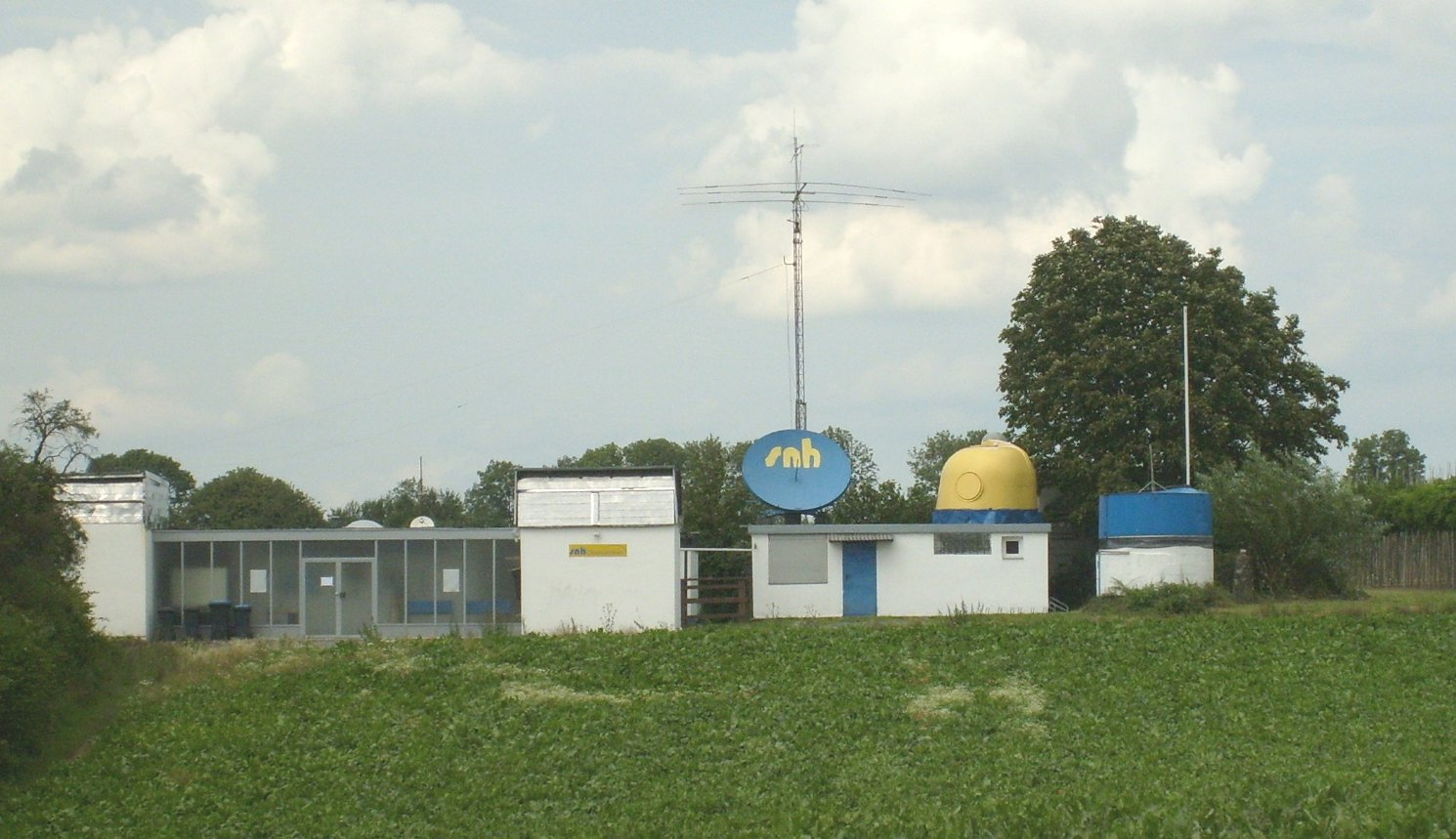
Das Observatorium der snh

Die Sternwarte Neanderhöhe Hochdahl e. V. (snh) ist eine von einer Gruppe Amateurastronomen 1967 gegründete Volkssternwarte in Nordrhein-Westfalen.
Der Verein hatte im Jahr 2025 etwa 550 Mitglieder und betreibt an drei Standorten in Erkrath-Hochdahl neben der Astronomie ein breites Spektrum an Weiterbildungs- und Jugendarbeit zu astronomischen und anderen Themen. Mit dem Planetarium Stellarium Erkrath betreibt der Verein das erste Planetarium in Nordrhein-Westfalen, das mit einer Ganzkuppelvideoprojektion ausgerüstet ist.

## Volksbildungszentrum für Weltraumkunde (VfW)
Originäres Satzungsziel der snh ist die astronomischen Weiterbildung von Jugendlichen und Erwachsenen. Die angebotenen Weiterbildungsveranstaltungen beinhalten neben astronomischen Themen auch Physik, Elektrotechnik, Computer- und Nachrichtentechnik sowie Fotografie. Um für diese Aktivitäten Fördermittel des Landes nach dem Weiterbildungsgesetz erhalten zu können, wurde 1978 das Volksbildungszentrum für Weltraumkunde (VfW) unter der Trägerschaft des Vereins gegründet. Wegen stark vergünstigter Kursgebühren für Vereinsmitglieder verdoppelte sich in kurzer Zeit die Mitgliederzahl auf über tausend. Seit Ende 2005 besteht eine Kooperation mit der Volkshochschule Erkrath.

## Observatorium

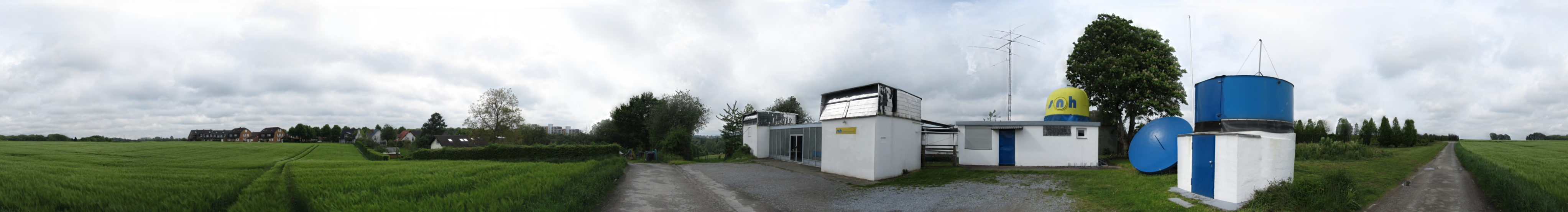
360°-Panoramabild vor dem Observatorium der snh

Am Sternwartenweg am östlichen Rand von Hochdahl befindet sich das Observatorium mit mehreren Beobachtungstürmen. Neben den Einrichtungen zur praktischen astronomischen Beobachtung durch verschiedene Teleskope und der Amateurradiostation DK0NH sind hier eine optische und eine Metallwerkstatt, ein Fotolabor, ein Tonstudio, ein Club- und ein Vortragsraum untergebracht. Öffentliche Himmelsbeobachtungen finden normalerweise freitags statt.

## Instrumente

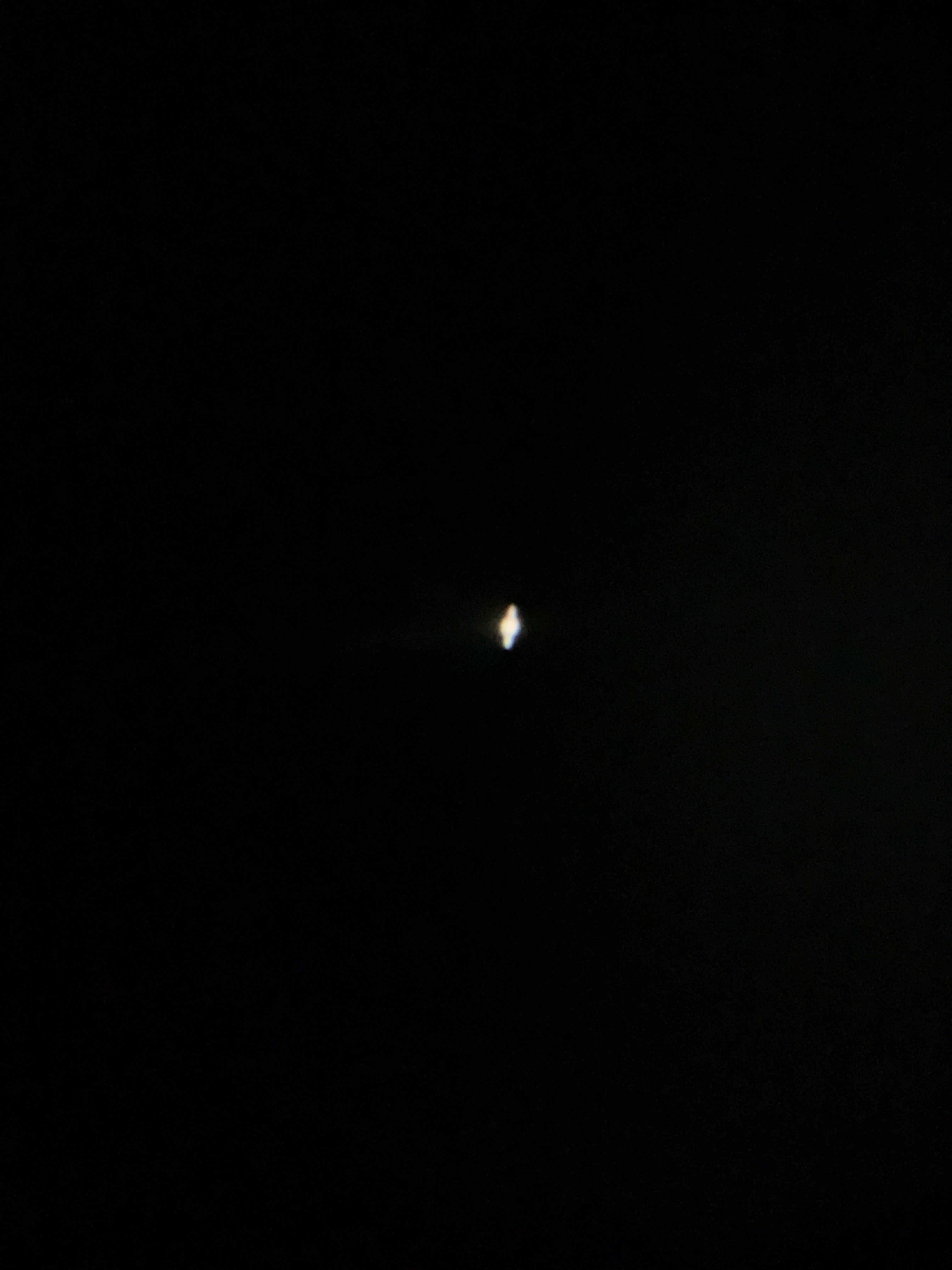
Bild von Saturn, aufgenommen mit der Kamera eines Handys durch das Newton-Teleskop der Sternwarte

| Typ                                       | Öffnungsweite | Brennweite |
| ----------------------------------------- | ------------- | ---------- |
| Merz-Refraktor                            | 16 cm         | 285 cm     |
| Schmidt-Cassegrain-Teleskop, Celestron 11 | 27,5 cm       | 275 cm     |
| Newton-Teleskop                           | 25 cm         | 150 cm     |
| Cassegrain-Teleskop                       | 15 cm         | 225 cm     |
| Schmidt-Cassegrain-Teleskop, Celestron 8  | 20 cm         | 200 cm     |

## Schulungszentrum

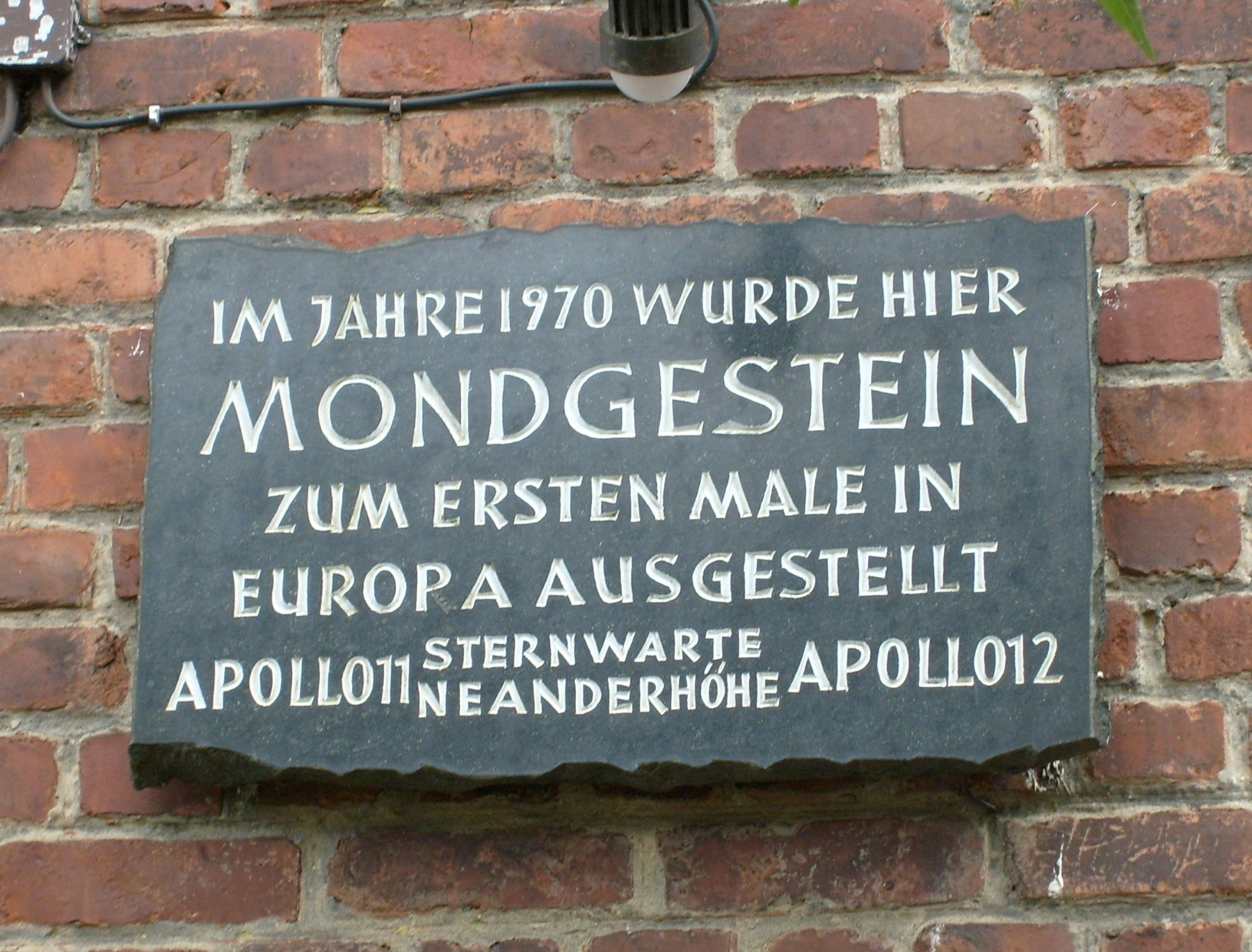
Erinnerungstafel zur Ausstellung

Das Schulungszentrum befindet sich an der Hildener Straße in der Nähe des S-Bahn-Haltepunkts Hochdahl. An diesem Standort finden Elektronik- und Computerkurse für Vereinsmitglieder und Interessierte statt. 1970 konnte hier durch die snh zum ersten Mal in Europa Mondgestein von den Mondlandungen von Apollo 11 und Apollo 12 gezeigt werden.

## Stellarium Erkrath
Seit 1980 betreibt die snh mit dem Stellarium Erkrath im Bürgerhaus Hochdahl ein Planetarium mit 62 Plätzen, das von der Stadt Erkrath finanziell unterstützt wird. Nach einem Brand im Juli 2007 wurde das Planetarium renoviert und im Frühjahr 2008 wiedereröffnet. Der alte Sternenprojektor wurde durch ein modernes digitales System der Firma SkySkan für Fulldome ersetzt, das mit fünf Full-HD-Videoprojektoren die gesamte Kuppel ausleuchtet. In einem PC-Cluster zur Bilderzeugung sind neun PCs im Einsatz, mit deren Hilfe die Besucher an jeden Ort im bekannten Universum versetzt werden können. Auch Reisen unter den Meeresspiegel oder ins Innere der menschlichen DNA können kuppelfüllend dargestellt werden.